# Olembé (Bengbis)
Olembé est un village du Cameroun situé dans le département du Dja-et-Lobo et la Région du Sud, au carrefour des routes vers Bengbis-Alouma-Metom, vers Ngonebeme-Melan, et vers Ebodoumou. Il fait partie de la commune de Bengbis.

## Population
La plupart des habitants sont des Boulou.
En 1963, Olembé comptait 141 habitants. Lors du recensement de 2005, 175 personnes y ont été dénombrées.

## Infrastructures
Olembé dispose d'un marché bimensuel, d'une école publique et d'une école catholique.